# Saint-Léger (Seine-et-Marne)
Saint-Léger település Franciaországban, Seine-et-Marne megyében. Lakosainak száma 244 fő (2022. január 1.). Saint-Léger Bellot, La Ferté-Gaucher, Jouy-sur-Morin, Rebais, Sablonnières, Saint-Rémy-de-la-Vanne és La Trétoire községekkel határos.

## Népesség
A település népessége az elmúlt években az alábbi módon változott:
| Lakosok száma | 230  | 252  | 264  | 261  | 260  | 260  | 254  | 249  | 244  |
|               | 2013 | 2015 | 2016 | 2017 | 2018 | 2019 | 2020 | 2021 | 2022 |